# Teofil Fieweger

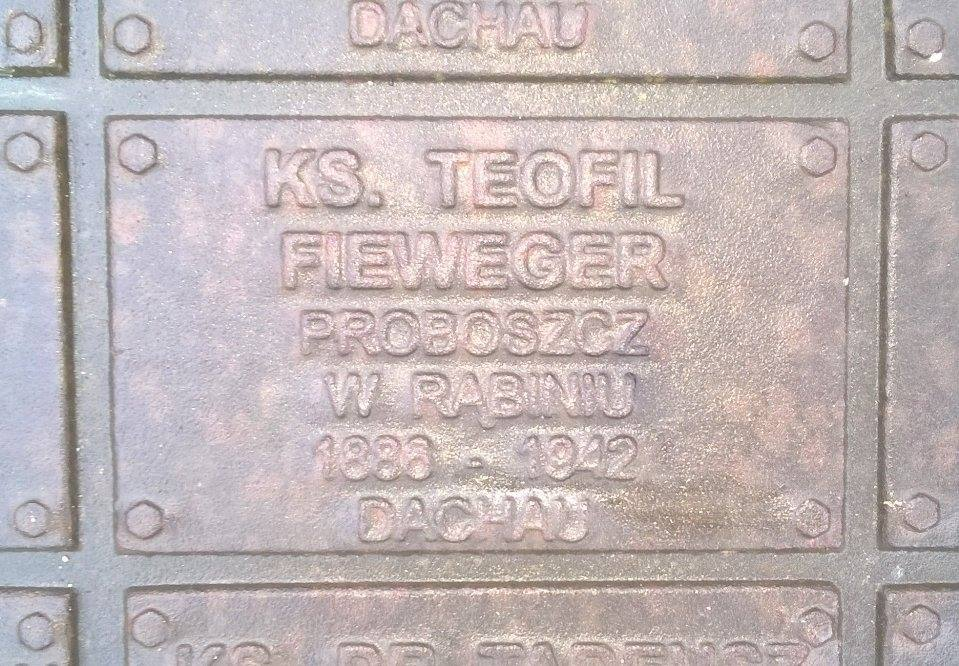
Pomnik Polskiego Państwa Podziemnego w Poznaniu; tabliczka pamiątkowa z nazwiskiem rąbińskiego proboszcza.

Teofil Fieweger (ur. 28 marca 1886 w Kościanie, zm. 4 maja 1942 w Alkoven) – polski duchowny katolicki, ofiara walki z religią niemieckiego okupanta na ziemiach polskich.

## Posługa kapłańska[2]
- Parafia św. Michała Archanioła w Czempiniu
  - wikariusz (od 1 marca 1912 do 31 grudnia 1918)
- Parafia Świętych Apostołów Piotra i Pawła w Rąbiniu
  - wikariusz i administrator (od 1 stycznia 1919 do 19 marca 1919)
  - proboszcz (od 20 marca 1919)

## Okoliczności śmierci
Został aresztowany 6 października 1941, a następnie uwięziony w KL Posen w Forcie VII. Stamtąd przewieziony później do obozu koncentracyjnego Dachau. Wiosną 1942, po jednym z transportów do Schloss Hartheim pod Linzem (tzw. transport inwalidów), zamordowany w komorze gazowej.